# Two Shoes
Two Shoes is het tweede studioalbum van de Australische band The Cat Empire, de opvolger van het zeer succesvolle album, The Cat Empire. Het werd in 2004/2005 opgenomen in Havana, Cuba.

## Lijst met nummers
1. "Sly" - 3:47
2. "In My Pocket" - 5:04
3. "Lullaby" - 5:35
4. "Car Song" - 4:19
5. "Two Shoes" - 5:13
6. "Miserere" - 6:39
7. "Sol Y Sombra" - 6:02
8. "Party Started" - 3:46
9. "Protons, Neutrons, Electrons" - 4:44
10. "Salt Water" - 4:06
11. "The Night That Never End" - 9:35

- Een verborgen nummer, "1001" (3:58) volgt na "The Night That Never End"

Naast deze versie van Two Shoes bestaan er ook nog andere versies.